# Thailand Classic
De Thailand Classic is een jaarlijks golftoernooi in Thailand, dat deel uitmaakt van de Aziatische PGA Tour en de Europese PGA Tour. Het werd opgericht in 2015 en het vindt sindsdien plaats op de Black Mountain Golf Club in Hua Hin. Het wordt ook georganiseerd onder de naam True Thailand Classic.
Het wordt gespeeld in een strokeplay-formule van vier ronden (72-holes) en na de tweede ronde wordt de cut toegepast.

## Geschiedenis
In 2015 vond de eerste editie plaats en het vond van 12 tot en met 15 februari plaats op de Black Mountain Golf Club in Hua Hin. De Australiër Andrew Dodt won het toernooi met een totaalscore van -16.

## Winnaars
| Jaar | Winnaar     | Score | Score | Info |
| ---- | ----------- | ----- | ----- | ---- |
| 2015 | Andrew Dodt | 272   | –16   |      |

| Toernooirecord |  | po = winnaar na play-off |

 Maleisisch Open ·
 Thailand Classic ·
 Indian Open ·
 SAIL-SBI Open ·
 Indonesian Masters ·
 Mauritius Open ·
 Queen's Cup ·
 Omega European Masters ·
 Vascory Classic ·
 Chiangmai Golf Classic
EurAsia Cup
 Nedbank Golf Challenge ·
 Alfred Dunhill Championship ·
 South African Open ·
 Abu Dhabi Golf Championship ·
 Qatar Masters ·
 Dubai Desert Classic ·
 Malaysian Open ·
 Thailand Classic ·
 Indian Open ·
 Joburg Open ·
 WGC - Championship ·
 Africa Open ·
 Tshwane Open ·
 Madeira Island Open ·
 Trophée Hassan II ·
 The Masters · 
 Shenzhen International ·
 Volvo China Open ·
 WGC - Match Play Championship ·
 Mauritius Open ·
 Open de España ·
 BMW PGA Championship ·
 Irish Open ·
 Nordea Masters ·
 Lyoness Open ·
 US Open · 
 BMW International Open ·
 Open de France ·
 Scottish Open ·
 The Open Championship · 
 European Masters ·
 Paul Lawrie Matchplay ·
 WGC - Invitational ·
 US PGA Championship · 
 Made in Denmark ·
 Czech Masters ·
 Russian Open ·
 KLM Open ·
 Open d’Italia ·
 European Open ·
 Alfred Dunhill Links Championship ·
 World Match Play Championship ·
 Portugal Masters ·
 Hong Kong Open ·
 BMW Masters ·
 WGC - Champions ·
 Turks Open ·
 Dubai World Championship
EurAsia Cup · Ryder Cup · Seve Trophy · World Cup of Golf